# 聖母憐子
聖母憐子（意大利語：Pietà，意為「憐憫」）是一個基督教藝術題材。描繪耶穌基督受難后聖母瑪利亞抱著他哀痛的樣子。14世紀起源於中歐，后以文藝復興時期的意大利城邦為盛。

## 名作
- 米开朗基罗梵蒂岡聖伯多祿大殿的聖殤像（圣母怜子像）
- 米开朗基罗佛罗伦萨大教堂圣母怜子像
- 米开朗基罗隆达尼尼圣母怜子像
- 那不勒斯朱塞佩·德·里贝拉的圣母怜子图
- 马德里胡塞佩·德·里贝拉的圣母怜子图
- 丹尼尔·克雷斯皮(Daniele Crespi)的圣母怜子图
- Marco Palmezzano的哀悼基督圖
- 彼得·保罗·鲁本斯的圣母怜子图
- 让·福奎斯特 (Jean Fouquest ) 的努安圣母怜子图
- 乔瓦尼·安德里亚·安萨尔多（Giovanni Andrea Ansaldo）的圣母怜子图
- 安东内罗·加吉尼 (Antonello Gagini)的圣母怜子像

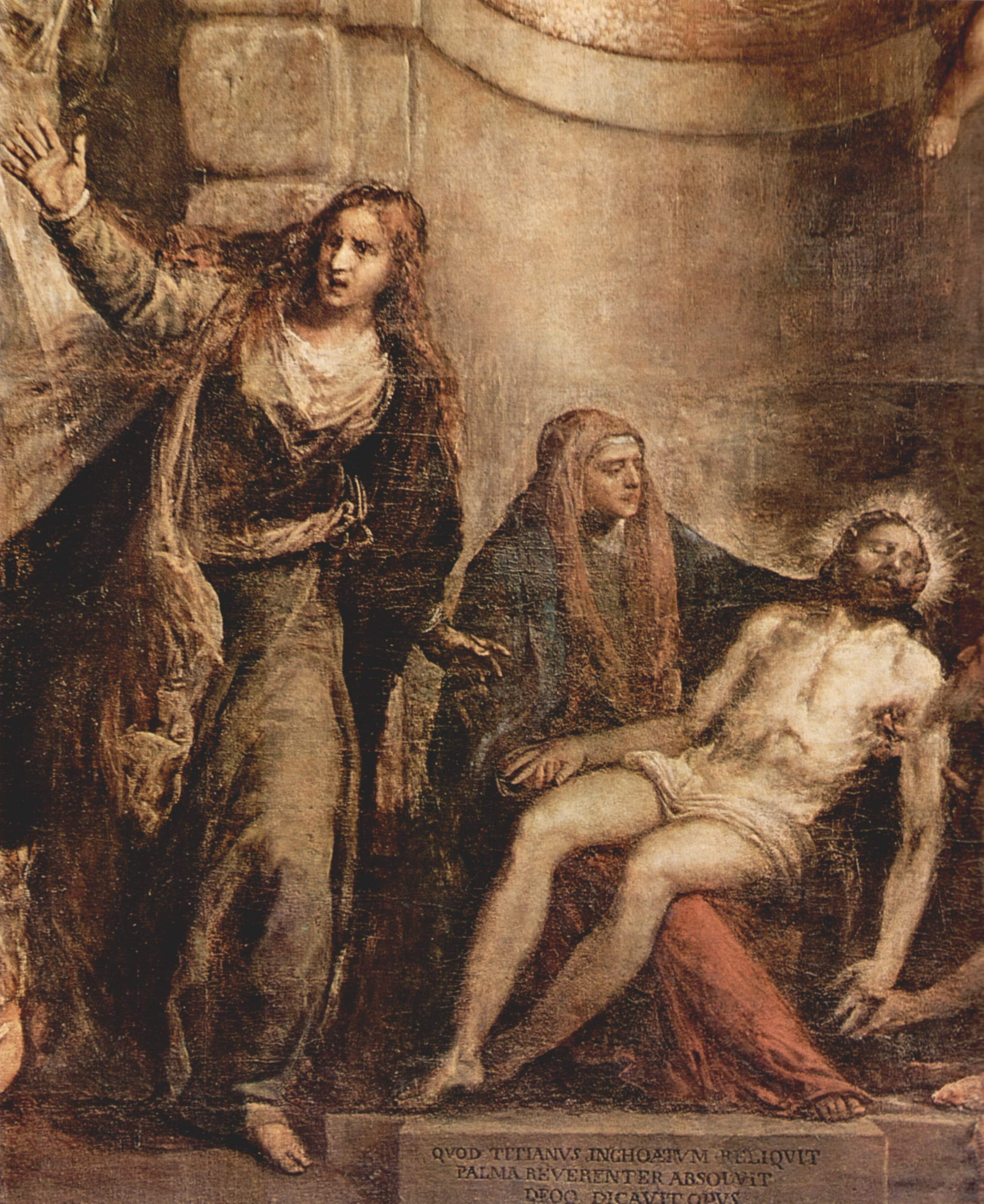
提香的圣母怜子图
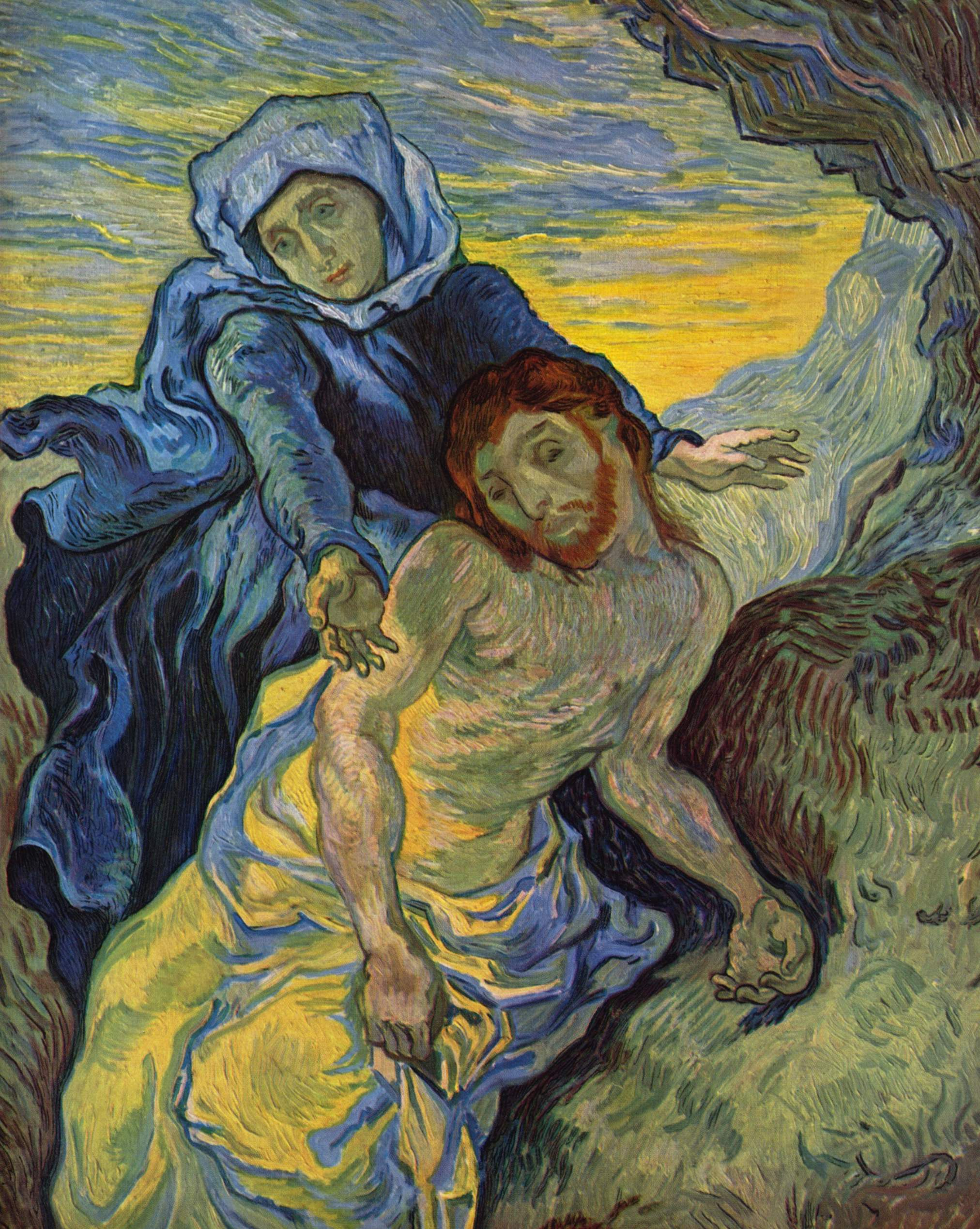
梵高的圣母怜子图
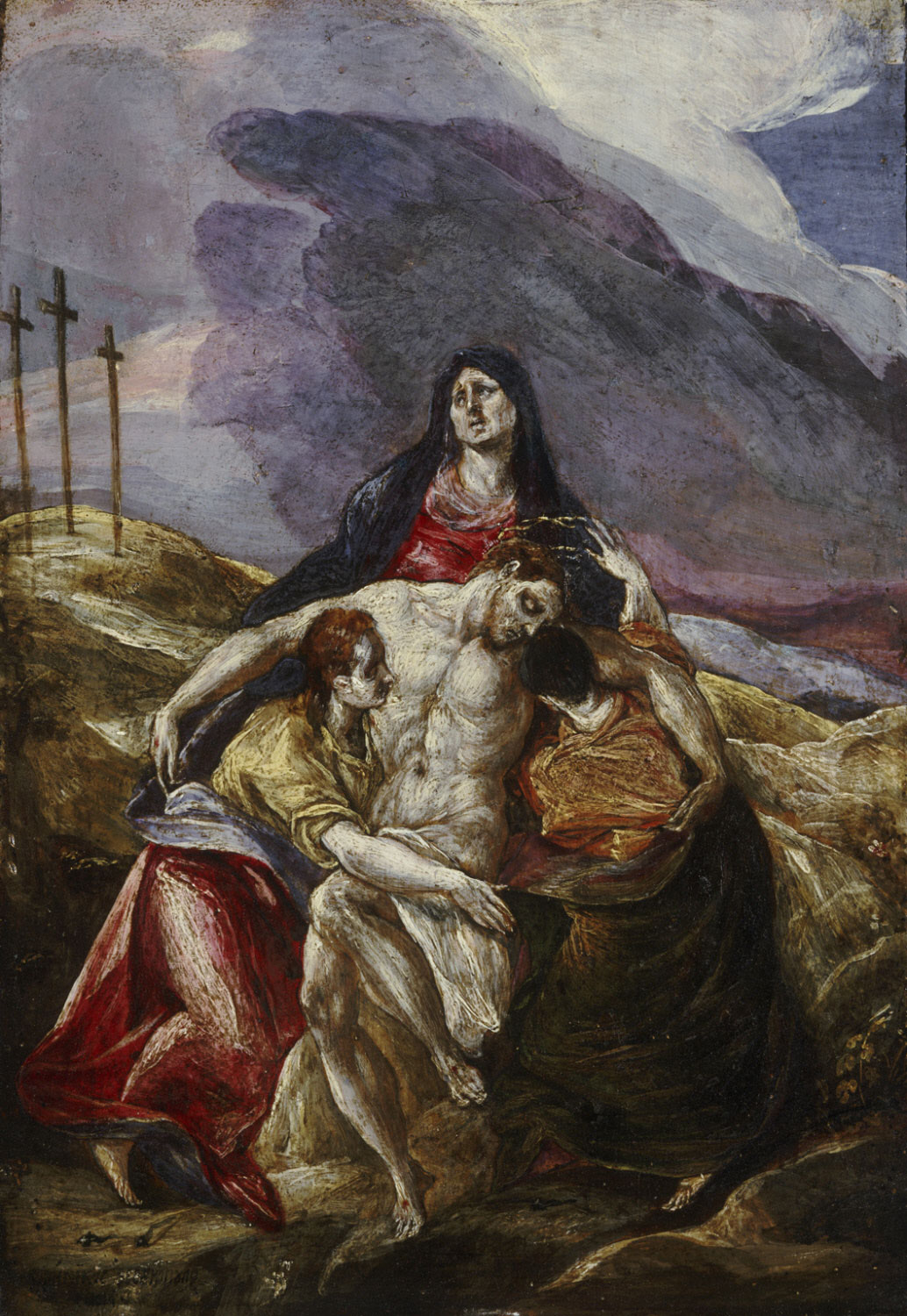
埃尔·格列柯的圣母怜子图
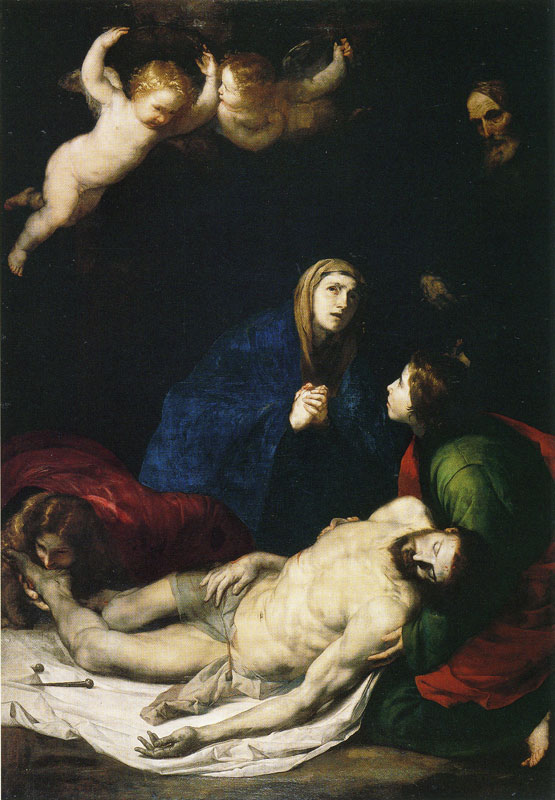
胡塞佩·德·里韋拉的圣母怜子图
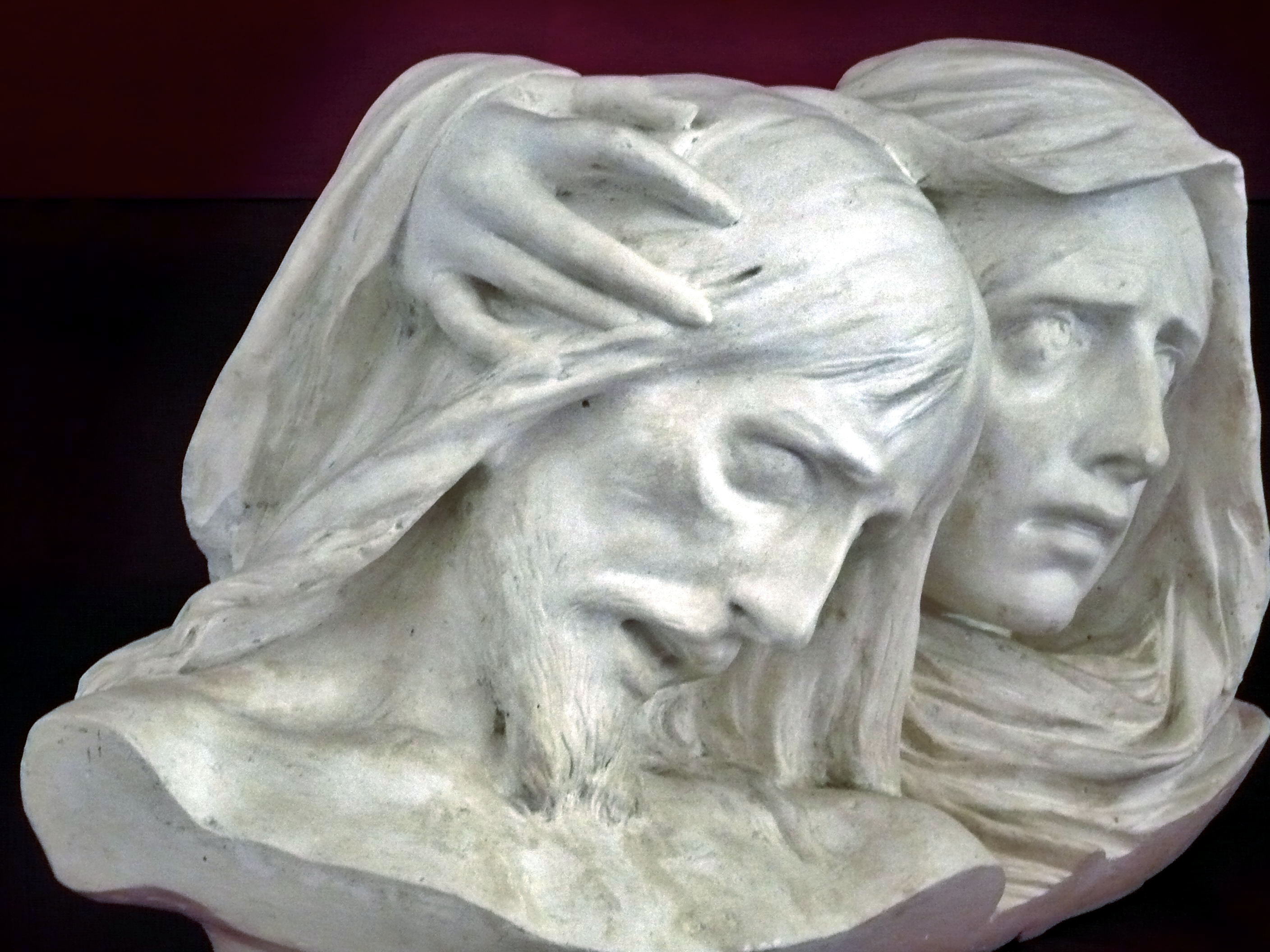
米歇尔·特里皮夏诺 (Michele Tripisciano)的圣母怜子像

## 延伸阅读
- 聖憐山